# Tiepan
Tiepanul este un compus heterociclic heptaciclic cu sulf cu formula chimică (CH2)6S. Este omologul superior al tianului. Tiepanii sunt derivații acestuia.
Se cunosc câțiva tiepani. Hexatiatiepanul (CAS 17233-71-5, punct de topire 90 °C) are formula chimică CH2S6. Lentionina, 1,4-(CH2)2S5, este un derivat de origine naturală.